# Victor Anichebe
Victor Anichebe (Lagos, 23 aprile 1988) è un ex calciatore nigeriano, di ruolo attaccante.

## Carriera
È cresciuto nel vivaio dell'Everton ed ha fatto il suo esordio con la prima squadra il 28 gennaio 2006 contro il Chelsea, in FA Cup, a Goodison Park.
Ha segnato il suo primo gol con l'Everton il 7 maggio 2006 nell'ultima giornata del campionato 2005-2006 contro il West Ham United, siglando il 2-2 finale.
Il 2 settembre 2013 si è trasferito al West Bromwich Albion per circa 8 milioni di euro.

## Statistiche

### Presenze e reti nei club
Statistiche aggiornate al 16 ottobre 2018.
| Stagione             | Squadra              | Campionato           | Campionato | Campionato | Coppe nazionali | Coppe nazionali | Coppe nazionali | Coppe continentali | Coppe continentali | Coppe continentali | Altre coppe | Altre coppe | Altre coppe | Totale | Totale |
| Stagione             | Squadra              | Comp                 | Pres       | Reti       | Comp            | Pres            | Reti            | Comp               | Pres               | Reti               | Comp        | Pres        | Reti        | Pres   | Reti   |
| -------------------- | -------------------- | -------------------- | ---------- | ---------- | --------------- | --------------- | --------------- | ------------------ | ------------------ | ------------------ | ----------- | ----------- | ----------- | ------ | ------ |
| 2005-2006            | Everton              | PL                   | 2          | 1          | FACup+CdL       | 1+0             | 0               | UCL+CU             | 0                  | 0                  | -           | -           | -           | 3      | 1      |
| 2006-2007            | Everton              | PL                   | 19         | 3          | FACup+CdL       | 1+3             | 0+1             | -                  | -                  | -                  | -           | -           | -           | 23     | 4      |
| 2007-2008            | Everton              | PL                   | 27         | 1          | FACup+CdL       | 1+4             | 0               | CU                 | 9                  | 4                  | -           | -           | -           | 41     | 4      |
| 2008-2009            | Everton              | PL                   | 17         | 1          | FACup+CdL       | 3+0             | 0               | CU                 | 2                  | 0                  | -           | -           | -           | 22     | 1      |
| 2009-2010            | Everton              | PL                   | 11         | 1          | FACup+CdL       | 0               | 0               | UEL                | 0                  | 0                  | -           | -           | -           | 11     | 1      |
| 2010-2011            | Everton              | PL                   | 16         | 0          | FACup+CdL       | 3+0             | 0               | -                  | -                  | -                  | -           | -           | -           | 19     | 0      |
| 2011-2012            | Everton              | PL                   | 12         | 5          | FACup+CdL       | 3+1             | 0+1             | -                  | -                  | -                  | -           | -           | -           | 16     | 6      |
| 2012-2013            | Everton              | PL                   | 26         | 6          | FACup+CdL       | 4+2             | 1+1             | -                  | -                  | -                  | -           | -           | -           | 32     | 8      |
| ago. 2013            | Everton              | PL                   | 1          | 0          | FACup+CdL       | 0               | 0               | -                  | -                  | -                  | -           | -           | -           | 1      | 0      |
| Totale Everton       | Totale Everton       | Totale Everton       | 131        | 18         |                 | 26              | 4               |                    | 11                 | 4                  |             | -           | -           | 168    | 26     |
| ago. 2013-2014       | West Bromwich        | PL                   | 24         | 3          | FACup+CdL       | 0               | 0               | -                  | -                  | -                  | -           | -           | -           | 24     | 3      |
| 2014-2015            | West Bromwich        | PL                   | 21         | 3          | FACup+CdL       | 2+2             | 3+0             | -                  | -                  | -                  | -           | -           | -           | 25     | 6      |
| 2015-2016            | West Bromwich        | PL                   | 10         | 0          | FACup+CdL       | 3+1             | 0               | -                  | -                  | -                  | -           | -           | -           | 14     | 0      |
| Totale West Bromwich | Totale West Bromwich | Totale West Bromwich | 55         | 6          |                 | 8               | 3               |                    | -                  | -                  |             | -           | -           | 63     | 9      |
| 2016-2017            | Sunderland           | PL                   | 18         | 3          | FACup+CdL       | 0+1             | 0               | -                  | -                  | -                  | -           | -           | -           | 19     | 3      |
| 2017                 | Beijing Enterprises  | CL1                  | 11         | 2          | CC              | -               | -               | -                  | -                  | -                  | -           | -           | -           | 11     | 2      |
| Totale carriera      | Totale carriera      | Totale carriera      | 215        | 29         |                 | 35              | 7               |                    | 11                 | 4                  |             | -           | -           | 261    | 40     |

### Cronologia presenze e reti in Nazionale
| Cronologia completa delle presenze e delle reti in nazionale ― Nigeria | Cronologia completa delle presenze e delle reti in nazionale ― Nigeria | Cronologia completa delle presenze e delle reti in nazionale ― Nigeria | Cronologia completa delle presenze e delle reti in nazionale ― Nigeria | Cronologia completa delle presenze e delle reti in nazionale ― Nigeria | Cronologia completa delle presenze e delle reti in nazionale ― Nigeria | Cronologia completa delle presenze e delle reti in nazionale ― Nigeria | Cronologia completa delle presenze e delle reti in nazionale ― Nigeria |
| Data                                                                   | Città                                                                  | In casa                                                                | Risultato                                                              | Ospiti                                                                 | Competizione                                                           | Reti                                                                   | Note                                                                   |
| ---------------------------------------------------------------------- | ---------------------------------------------------------------------- | ---------------------------------------------------------------------- | ---------------------------------------------------------------------- | ---------------------------------------------------------------------- | ---------------------------------------------------------------------- | ---------------------------------------------------------------------- | ---------------------------------------------------------------------- |
| 27-5-2008                                                              | Graz                                                                   | Austria                                                                | 1 – 1                                                                  | Nigeria                                                                | Amichevole                                                             | -                                                                      | 46’                                                                    |
| 1-6-2008                                                               | Abuja                                                                  | Nigeria                                                                | 2 – 0                                                                  | Sudafrica                                                              | Qual. Mondiali 2010                                                    | -                                                                      | 60’                                                                    |
| 15-6-2008                                                              | Malabo                                                                 | Guinea Equatoriale                                                     | 0 – 1                                                                  | Nigeria                                                                | Qual. Mondiali 2010                                                    | -                                                                      | 59’                                                                    |
| 21-6-2008                                                              | Abuja                                                                  | Nigeria                                                                | 2 – 0                                                                  | Guinea Equatoriale                                                     | Qual. Mondiali 2010                                                    | -                                                                      | 40’                                                                    |
| 25-5-2010                                                              | Wattens                                                                | Nigeria                                                                | 0 – 0                                                                  | Arabia Saudita                                                         | Amichevole                                                             | -                                                                      | 56’                                                                    |
| 27-3-2011                                                              | Abuja                                                                  | Nigeria                                                                | 4 – 0                                                                  | Etiopia                                                                | Qual. Coppa d'Africa 2012                                              | -                                                                      | 57’                                                                    |
| 29-3-2011                                                              | Abuja                                                                  | Nigeria                                                                | 3 – 0                                                                  | Kenya                                                                  | Amichevole                                                             | 1                                                                      |                                                                        |
| 1-6-2011                                                               | Abuja                                                                  | Nigeria                                                                | 4 – 1                                                                  | Argentina                                                              | Amichevole                                                             | -                                                                      | 46’                                                                    |
| 5-6-2011                                                               | Addis Abeba                                                            | Etiopia                                                                | 2 – 2                                                                  | Nigeria                                                                | Qual. Coppa d'Africa 2012                                              | -                                                                      |                                                                        |
| 4-9-2011                                                               | Antananarivo                                                           | Madagascar                                                             | 0 – 2                                                                  | Nigeria                                                                | Qual. Coppa d'Africa 2012                                              | -                                                                      |                                                                        |
| 6-9-2011                                                               | Dacca                                                                  | Argentina                                                              | 3 – 1                                                                  | Nigeria                                                                | Amichevole                                                             | -                                                                      |                                                                        |
| Totale                                                                 |                                                                        | Presenze                                                               | 11                                                                     |                                                                        | Reti                                                                   | 1                                                                      |                                                                        |